# Resolución 11 del Consejo de Seguridad de las Naciones Unidas
La resolución 11 del Consejo de Seguridad de las Naciones Unidas, aprobada por unanimidad el 15 de noviembre de 1946, determinó las condiciones que se debían de cumplir bajo el artículo 93, 2º parágrafo de la Carta de las Naciones Unidas, para que Suiza pudiese ser admitida en la Corte Internacional de Justicia.

## Contenido
El Consejo de Seguridad recomendó que la Asamblea General, de conformidad con el Artículo 93 (2) de la Carta, decidiera sobre los términos de admisión de Suiza como parte de los Estatutos de la Corte Internacional de Justicia. La fecha de membresía se fijó el día en que Suiza, con la asistencia del Secretario General, depositase una carta encargada por el Gobierno suizo. La carta tenía que cumplir con todos los requisitos de la Constitución suiza e incluir los siguientes puntos:
- Acuerdo con todas las disposiciones de los estatutos de la Corte Internacional de Justicia.
- Acuerdo con todas las obligaciones de un miembro de las Naciones Unidas, tal como se define en el Artículo 94 de la Carta.
- Un compromiso de contribuir a los gastos de la Corte. La cantidad será determinada por la Asamblea General en consultas con el Gobierno suizo.

## Membresía
La Asamblea Federal autorizó al Consejo Federal Suizo el 12 de marzo de 1948 a hacer la declaración requerida. La autorización entró en vigor el 17 de junio de 1948. El depósito de la última declaración tuvo lugar el 28 de julio de 1948 y, por lo tanto, también se considera la fecha de adhesión de Suiza a los estatutos de la Corte Internacional de Justicia.